# Condado de Rietberg
El Condado de Rietberg (en alemán: Grafschaft Rietberg) fue un estado del Sacro Imperio Romano Germánico, localizado en el estado federado actual de Renania del Norte-Westfalia. Se situaba en el alto Ems en Westfalia, entre el Obispado Principesco de Paderborn y el Obispado Principesco de Münster. Existió como territorio independiente entre 1237 y 1807, cuando fue mediatizado al Reino de Westfalia.

## Historia

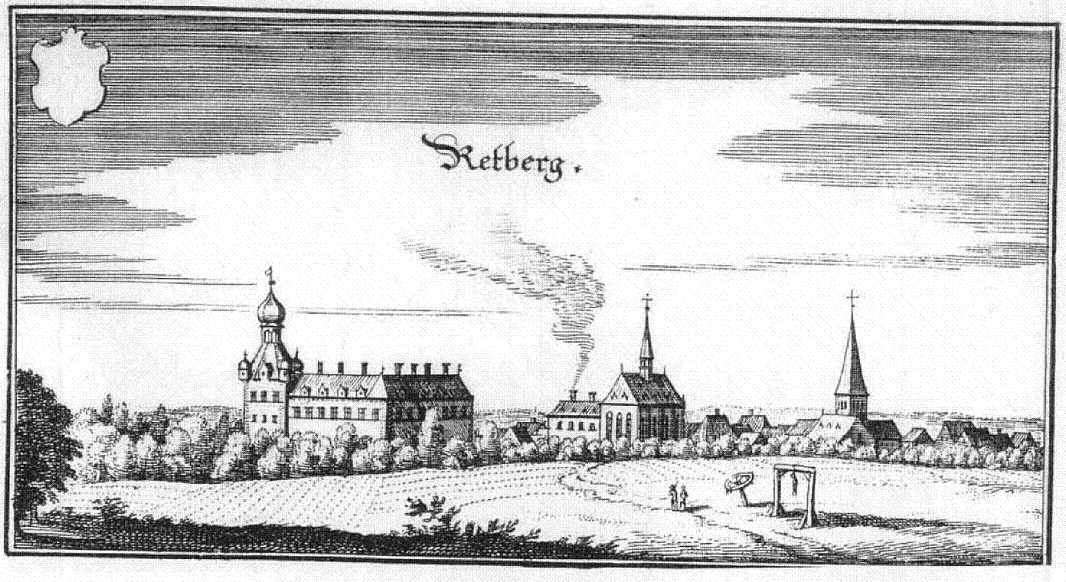
Vista histórica de Rietberg (1647).

Rietberg fue mencionado por primera vez como Rietbike en torno del año 1100. Este nombre se refiere a las palabras alemanas ried (un viejo nombre para "caña") y bach ("arroyo"). Había un castillo que se remontaba al siglo XI. Entre 1237 y 1807, Rietberg fue un territorio alemán independiente, aunque muy pequeño. Sin embargo, el condado tenía su propia milicia, su propia moneda y sus propias leyes; incluso la política exterior, a pequeña escala, era conducida independientemente. Hasta el siglo XVII, Rietberg acuñaba su propia moneda.
En 1699, el Condado de Rietberg pasó a posesión de la familia noble morava de los Condes de Kaunitz (en checo: Kounic) a través del matrimonio de la heredera María Ernestina Francisca von Rietberg con Maximilian Ulrich von Kaunitz, y la familia subsiguientemente pasó a renombrarse como Kaunitz-Rietberg. Bajo el gobierno de esta familia condal (después principesca), el territorio permaneció independiente hasta el fin del Sacro Imperio Romano Germánico.
En 1807, Rietberg pasó a ser mediatizado por el Reino de Westfalia. Tras la disolución de ese reino en 1813, el territorio de Rietberg pasó a formar parte del Reino de Prusia, que lo integró en su Provincia de Westfalia.

## Título condal
El título de Conde de Rietberg (Graf zu Rietberg) permanece existiendo en la Casa de Liechtenstein, que lo reclama desde 1848, cuando murió el último miembro de la rama morava de la familia Kaunitz. El Príncipe Soberano Juan Adán II de Liechtenstein, y todos los miembros dinásticos de su familia (y sus esposas dinásticas) llevan el título en la actualidad.
- Datos: Q457468
- Multimedia: County of Rietberg / Q457468